# سینالوآ
سینالوآ (تلفظ اسپانیایی: [sinaˈloa] ())، به‌طور رسمی ایالت آزاد و مستقل سینالوآ (به انگلیسی: Free and Sovereign State of Sinaloa)، یکی از ۳۱ ایالتی است که به همراه مکزیکو سیتی، نهادهای فدرال مکزیک را ایجاد می‌کنند. این شهر به ۱۸ شهرداری تقسیم شده‌است و پایتخت آن کولیاکان روزالس است.
این ایالت در شمال غربی مکزیک قرارگرفته است و از جهت شمال با ایالت‌های سونورا، از طرف شرق با ایالت‌های چیهواهوا و دورانگو (که توسط سیرا مادره غربی از آنان پراکنده می‌شود) و از جهت جنوب با نایاریت همسایه است. در طرف غرب، سینالوآ با باخا کالیفرنیا سور در سراسر خلیج کالیفرنیا پیش رو است. مساحت این ایالت ۵۸٬۳۲۸ کیلومتر مربع (۲۲٬۵۲۱ مایل مربع) و شامل جزیره‌های پالمیتو ورد، پالمیتو د لا ویرگن، آلتامورا، سانتا ماریا، سالیاکا، ماکاپوله و سن ایگناسیو می‌شود. به علاوه بر پایتخت، شهرهای مهم این ایالت حاوی مزاتلان و لس موچیس هستند.

## ریشهٔ واژه
ریشه‌شناسی که به‌طور وسیع قبول شده‌است نشان می‌دهد که سینالوآ از دو واژهٔ کاهیتان ایجادشده است: سینا و لوبولا که به ترتیب به معنای «میوهٔ اژدها» و «گرد» هستند. سینالوبولا به معنای «پیتاای گرد» است.

## تاریخ
پس از رسیدن اسپانیایی‌ها، مردمان کاهیتا در بخش زیادی از سینالوآ سکونت داشتند.
در سال ۱۵۳۱، نونو بلتران دی گوزمان با نیرویی نزدیک به ۱۰۰۰۰ نفر، نیرویی تشکیل شده از ۳۰۰۰۰ جنگجوی کاهیتا را در سایت کولیاچان متلاشی کرد. بلتران دو گوزمان یک پاسگاه اسپانیایی را با حضور متحدان سرخپوست در سان میگوئل د کولیاکان بنیان‌گذاری نمود. در طول دههٔ بعد، کاهیتا به دلیل آبله و مجموع بیماری‌هایی که اسپانیایی‌ها آورده بودند، دچار کم شدن شدید جمعیت شد.
اسپانیایی‌ها سینالوآ را به نام قسمتی از گوبیرنوی نووا گالیسیا سازماندهی نمودند. در تاریخ ۱۵۶۴، منطقه دوباره تنظیم شد: منطقه کولیاکان و کوسالا در کنترل نوئا گالیسیا باقی ماند، درحالی‌که مناطق شمال، جنوب و غرب بخشی از استان نووا ویزکایا تازه ایجاد شده بودند، که منطقه کولیاکان را به منطقه‌ای از نووا تبدیل کرد. گالیسیا نخستین پایتخت نووا ویزکایا در سن سباستین، نزدیک کوپالا واقع شده بود، ولی پایتخت در تاریخ ۱۵۸۳ به دورانگو جابجا شد
از تاریخ ۱۵۹۹، مبلغان یسوعی از پایگاهی در سینالوآ د لیوای نوین توسعه یافتند و تا تاریخ ۱۶۱۰، نفوذ اسپانیا به لبهٔ شمالی سینالوآ توسعه یافت. در تاریخ ۱۶۰۱، جوشش یسوعیان به قسمت شرقی سینالوآ منتهی به ورود آکاکسی به جنگ شد. اسپانیایی‌ها در نهایت توانستند قدرت خود را در منطقهٔ سیرا مادرهٔ غرب تثبیت کنند و ۴۸ رهبر آکاکسی را اعدام کردند.
بعداز استقلال مکزیک، سینالوآ به نام ایالت غرب به سونورا ملحق شد، ولی در سال ۱۸۳۰ به یک ایالت مستقل و مستقل تبدیل شد.

## جغرافیا و محیط زیست
دشت ساحلی نوار باریکی از زمین است که در طول ایالت راستا دارد و میان خلیج کالیفرنیا و دامنه‌های رشته‌کوه سیرا مادره باختری واقع شده‌است که بر بخش شرقی ایالت تسلط دارد. سینالوآ دارای رودخانه‌های زیادی است که دره‌های وسیعی را در دامنه‌های کوهستانی حفر می‌کنند. بزرگ‌ترین این رودخانه‌ها کولیاکان، فوئرته و سینالوآ هستند.
سینالوآ اقلیم گرمی در ساحل دارد. اقلیم معتدل گرم در دره‌ها و کوهپایه‌ها؛ در ارتفاع‌های کم کمابیش سرد و در ارتفاعات سرد است. مختصه‌های اقلیمی آن از نیمه‌گرمسیری و گرمسیری که در هامون‌های کناره‌ای پیدا می‌شود تا سرد در کوه‌های همجوار متفاوت است. اندازهٔ دما از ۲۲ درجه سلسیوس (۷۲ درجه فارنهایت) تا ۴۳ درجه سلسیوس (۱۰۹ درجه فارنهایت) همراه با بارش باران و رعد و برق در طول فصول بارانی (ژوئن تا اکتبر) و اقلیم خشک در بیشتر فصل‌های سال. میانگین بارندگی سالانهٔ آن ۷۹۰ میلی‌متر است.
گونه‌های گوناگونی از گیاهان و جانوران در سینالوآ پیدا می‌شود. قابل توجه در بین گونه‌های درختی، درخت فیل، بورسرا میکروفیلا است.

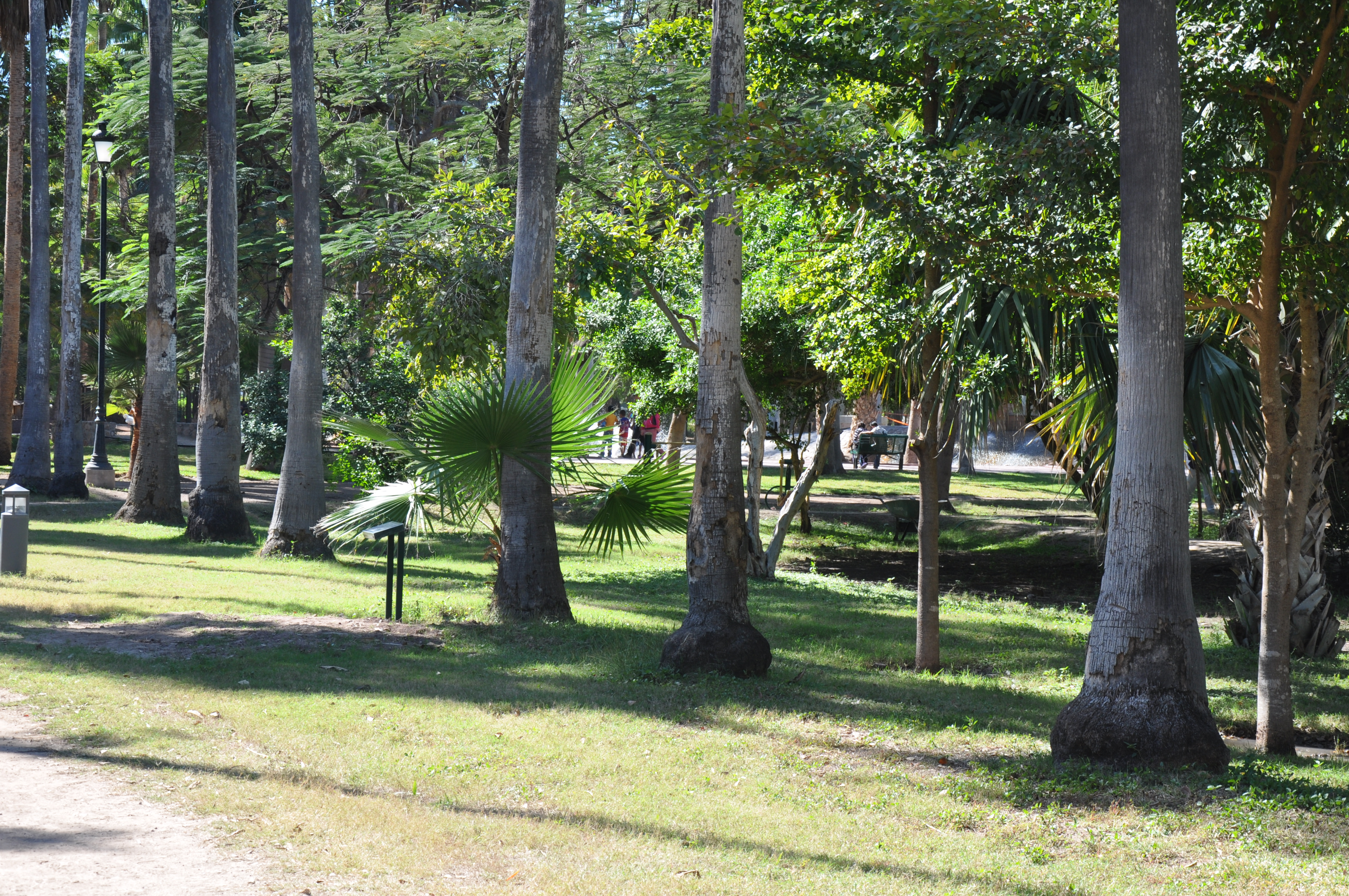
باغ گیاه‌شناسی «بنجامین اف جانستون» پارک سینالوآ

## فرهنگ
از دیدگاه فرهنگی، این ایالت به دلیل سبک‌های دلنواز موسیقی باندا و نورتنیو معروف است.
سینالوآ تنها مکانی در قاره است که در آن بازی توپ باستانی بین آمریکایی در تعدادی از همبودهای کوچک روستایی نه چندان دور از مزاتلان برگزار می‌گردد. بازی با توپ آیینی در جامعه، مذهب و کیهان‌شناسی تمام فرهنگ‌های بزرگ آمریکای میانه از جمله میکستک‌ها، آزتک‌ها و مایاها مرکزیت داشت.

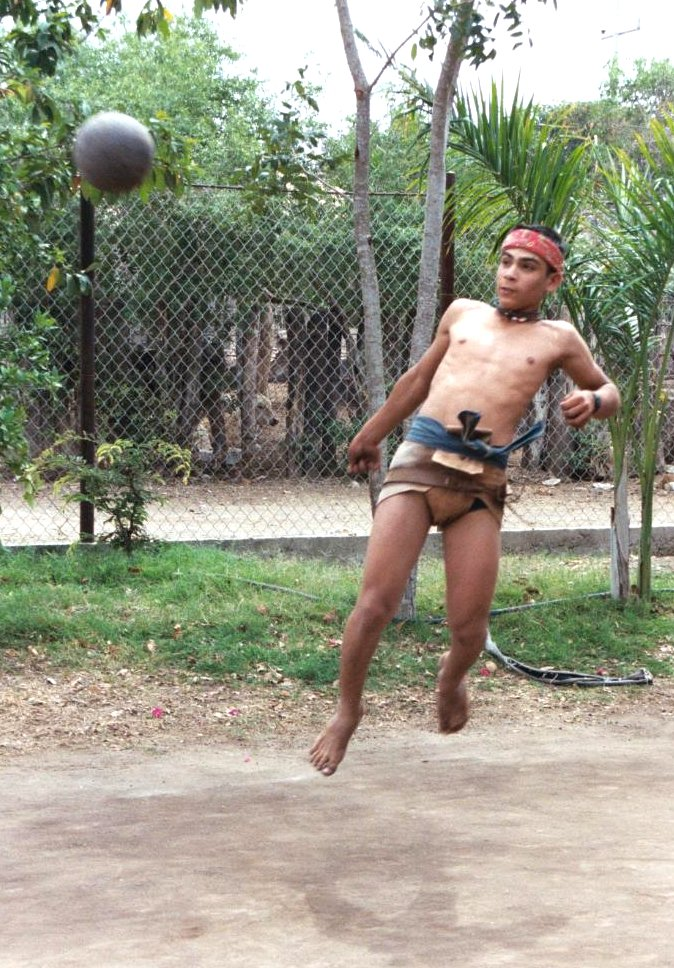
بازیکن اولاما در سینالوآ.

نسخه سینالوآیی این بازی، اولاما لقب گرفته و شباهت زیادی به نسخهٔ اصلی دارد. تلاش‌هایی برای محافظت از این سنت منحصر به فرد ۳۵۰۰ ساله با حمایت از همبودها و کودکانی که آن را بازی می‌کنند موجود است.
غذاهای بی‌نیاز آن به‌دلیل گوناگونی به خصوص در رابطه ماریسکو (غذاهای دریایی) و سبزیجات به خوبی معروف شده‌است. سوشی سینالوآیی یک غذای محبوب در آن‌جا است. سینالوآ به‌ویژه به خاطر آگواشیل خود مشهور است.
از بازیگران معروف سینالوآ می‌توان به پدرو اینفانته، بازیگر زاده مزاتلان اشاره نمود. خواننده آنا گابریل، زادهٔ گواموشیل. لولا بلتران خواننده و بازیگر از روزاریو؛ کروز لیزاراگا، پایه‌گذار باندا ال رکودو؛ بازیکن بیسبال خورخه اورتا، از مزاتلان؛ بازیگر/کمدین/خواننده شیلا تادئو، زادهٔ کولیاچان؛ سابین موسیه بازیگر؛ بازیگر/خواننده لورنا هررا، از مزاتلان؛ و شالینو سانچز خواننده و ترانه‌سرا، از لاس فلچاس، کولیا کان.
کارتل سینالوآ (Cártel de Sinaloa یا سی دی اس) به شکل قابل توجهی بر فرهنگ سینالوآ مؤثر شده‌است. بر اساس گزارش‌ها، این کارتل گسترده‌ترین سندیکای قاچاق مواد مخدر، پول‌شویی و جنایت‌های سازمان یافته در قاره آمریکا است. در شهر کولیاچان، سینالوآ واقع شده‌است.

## جمعیت‌شناسی
طبق سرشماری سال ۲۰۲۰، سینالوآ دارای ۳٬۰۲۶٬۹۴۳ ساکن است که ۶۰ درصد آنان در پایتخت شهر کولیاچان و شهرداری‌های مزاتلان و اهوم زندگی می‌کنند. این ایالت دارای جمعیتی جوان است که ۵۶ درصد آن کمتر از ۳۰ سال سن دارند.
دیگر اطلاعات جمعیتی اعلام می‌کنند که ۸۷ درصد از ایالت‌ها مذهب کاتولیک دارند. همچنین، ۱٪ از افراد بالای ۵ سال به زبان بومی در کنار اسپانیایی سخن می‌گویند. کلیدی‌ترین گروه قومی بومی که هنوز در این ایالت سکنا گرفته‌اند، مردم مایو یا «یورمه» (زبان کاهیتا) هستند. امید به زندگی در این ایالت برای زنان نسبت به مردان بالاتر است و تفاوتی حدوداً پنج ساله وجود دارد. این رقم برای مردان، ۷۲٫۵ و برای زنان ۷۷٫۴ سال است.
در ترکیب قومی، سینالوآ موج‌های تاریخی گسترده‌ای از مهاجرت را از اروپا (غالبا اسپانیا، بریتانیا، ایرلند، فرانسه، آلمان، اتریش، ایتالیا و روسیه) و آسیا (به عبارتی چین، ژاپن، فیلیپین، لبنان و سوریه) تجربه کرده‌است. دو کشور پیشین نیز بیشتر جامعهٔ مکزیکی عرب در این ایالت را تشکیل می‌دهند. در سال‌های پیشین، بازنشستگانی از ایالات متحده، کانادا و آمریکای جنوبی آمده‌اند و سینالوآ را خانه خود کرده‌اند.
همچنین تهاجم قابل توجهی از یهودی‌های اشکنازی و سفاردی در دهه‌های نخست قرن بیستم وجود داشت.
یونانی‌ها (نسلشان از یونان) حضور قابل توجهی در سینالوآ دارند، مکانی که می‌توان غذاهای بومی با کالاماری و چند کلیسای ارتدکس یونانی را در راستای ساحل این ایالت یافت.
به‌طور جمعی، سینالوآ یکی از وسیع‌ترین نرخ‌های مکزیکی اروپایی را دارد که ۳۸ درصد تخمین زده می‌شود.
طبق سرشماری ۲۰۲۰، ۱٫۳۹٪ از جمعیت سینالوآ سیاه‌پوست، آفریقایی-مکزیکی یا آفریقایی‌الاصل هستند.
از تاریخ ۱۹۷۰ تعداد بسیاری از سینالوآیی‌ها به ایالات متحده مهاجرت کرده‌اند. یک جامعهٔ بزرگ در شهرهای دوقلوی ایندیو، کالیفرنیا و کوچلا، کالیفرنیا در حدود ۲۵ مایلی شرق پالم اسپرینگز، کالیفرنیا زندگی می‌کنند.

## تحصیلات
از دیدگاه تحصیلات، حد متوسط تحصیلات به ۸٫۲۷ سال می‌رسد. ۴٫۲ درصد از افراد بالای ۱۵ سال مدرسه نرفته‌اند و ۳٫۱۸ درصد از کودکان زیر ۱۴ سال به مدرسه نمی‌روند.
مؤسسه‌های آموزش عالی عبارت‌اند از دانشگاه خودمختار سینالوآ، دانشگاه تک میلنوی، دانشگاه پلی‌تکنیک سینالوآ، دانشگاه پلی‌تکنیک دریا و سیبرا، دانشگاه پلی‌تکنیک دره از اوورا، دانشگاه مستقل از دانشگاه خودمختار دورون.

## شهرداری‌ها
سینالوآ بین ۱۸ شهرداری تقسیم می‌شود.
شهرهای بزرگ این ایالت شامل پایتخت و بزرگ‌ترین شهر، کولیاچان است. همچنین مزاتلان یک تفریح‌گاه و هدف گردشگری جهانی است. لوس موچیس، یک مرکز کشاورزی در منطقهٔ شمال غربی مکزیک است.

## اقتصاد
فعالیت‌های اقتصادی سینالوآ کشاورزی، ماهیگیری، دامپروری، تجارت و صنعت است. محصول‌های کسب شده از این مشاغل برای مصرف‌های بومی و ملی مورد استفاده قرار می‌گیرند. سینالوآ در پلاک‌های خود تصویر گوجه‌فرنگی را دارد. محصول‌های کشاورزی منطقه به غیر از گوجه‌فرنگی عبارت‌اند از پنبه، لوبیا، ذرت، گندم، سورگوم، سیب‌زمینی، سویا، انبه، نیشکر، بادام زمینی و کدو. سینالوآ از دیدگاه کشاورزی سرآمدترین ایالت مکزیک است و به «سبد نان مکزیک» شناخته می‌شود. علاوه بر این، سینالوآ دومین ناوگان ماهیگیری بزرگ در کشور را دارد. دام، گوشت، سوسیس، پنیر، شیر و همچنین خامهٔ ترش از تولیدات این ایالت است.

## دولت و سیاست
فرماندار کنونی سینالوآ کوئیرینو اورداز کوپل (حزب انقلابی نهادی) است که برای دورهٔ ۲۰۱۷ تا ۲۰۲۲ منصوب شده‌است. این ایالت در کنگرهٔ مکزیک توسط ۳ سناتور در مجلس علیا و ۱۴ نماینده فدرال در مجلس سفلی نمایندگی می‌شود.

## رسانه‌ها
روزنامه‌های سینالوآ عبارت‌اند از: مناظره کولیاکان، ال دباته ده گواموچیل، مناظره گواساو، مناظره موچی، مناظره مزاتلان، خورشید از سینالوآ، آفتاب سینالوآ، اخبار من برای من، شمال غربی مزاتلان و اولین ساعت.